# Kreševo
Kreševo è un comune della Federazione di Bosnia ed Erzegovina situato nel cantone della Bosnia Centrale con 5.638 abitanti al censimento 2013.